# Wirjinia Krawarioti
Wirjinia Krawarioti, grec. Βιργινία Κραβαριώτη (ur. 27 kwietnia 1984 w Atenach) – grecka żeglarka sportowa, brązowa medalistka olimpijska.
Brązowa medalistka igrzysk olimpijskich w Pekinie w 2008 roku w klasie Yngling. Załogę tworzyły również Sofia Bekatorou i Sofia Papadopoulou. W olimpijskim debiucie w 2004 roku zajęła 9. miejsce w klasie Europa.